# 道の駅かづの
道の駅かづの（みちのえき かづの）は、秋田県鹿角市にある国道282号の道の駅である。愛称は「あんとらあ」。運営会社は株式会社かづの観光物産公社。

## 歴史
以下、注釈のない項目は公式ウェブサイトより。
- 1989年（平成元年）
  - 2月 - 財団法人鹿角観光ふるさと財団を設立。
  - 6月 - 鹿角観光ふるさと館営業開始。
- 1994年（平成6年） - 株式会社鹿角観光ふるさと館を設立し営業を受託する。
- 1995年（平成7年）4月11日 - 道の駅に登録され、株式会社鹿角観光ふるさと館が道の駅指定管理者に指定される。
- 2013年（平成25年）4月 - 株式会社鹿角観光ふるさと館が株式会社かづの観光物産公社に名称を変更。
- 2021年（令和3年）4月24日 - 売店・直売所を拡張するなどのリニューアル工事が完了し、グランドオープン[2][3]。
- 2023年（令和5年）10月28日 - 秋田市・横手市・仙北市・男鹿市と共に県内初となる『ポケットモンスター』のキャラクターがデザインがされたマンホールの蓋「ポケふた」が道の駅内に設置[4][5][6]。描かれているのはカラカラとガラルデスマス[7]。

## 施設・設備
- 駐車場[8]
  - 普通車：135台
  - 大型車：23台
  - 身体障害者用：4台
  - EV充電スポット（急速充電器と普通充電器が1台ずつ）も設置
- トイレ・休憩コーナー（いずれも24時間利用可能）[9]
  - バリアフリートイレ（2室）や授乳室・オムツ替え・こどもトイレも設置
- 公衆電話：1台（車椅子で利用可能/敷地の北東側に設置）
- 花輪ばやし祭り展示館（9:00 - 17:00）：屋台を祭り期間を除き展示
- 売店・かづのマルシェ直売所（9:00 - 17:00）
- レストラン&ダイニング「MITACHI」（10:00 - 18:00/ラストオーダー17:30）
- 団体専用レストラン
- きりたんぽ館（9:00 - 17:00）：きりたんぽ料理を提供するほか、きりたんぽづくり体験も可能
- そば処・軽食コーナー（9:00 - 17:00）
- 秋田木楽舎（9:00 - 16:00）
- 多目的ホール
- ふるさと広場「こみせ」

正面には「青垣の門」がある。レストランは「グルメ味館」という名称であったが、2021年4月のリニューアルを機にレストラン&ダイニング「MITACHI」（ミタチ）となった。また、かつてはふるさと広場にスケートリンクがあったが閉鎖された。

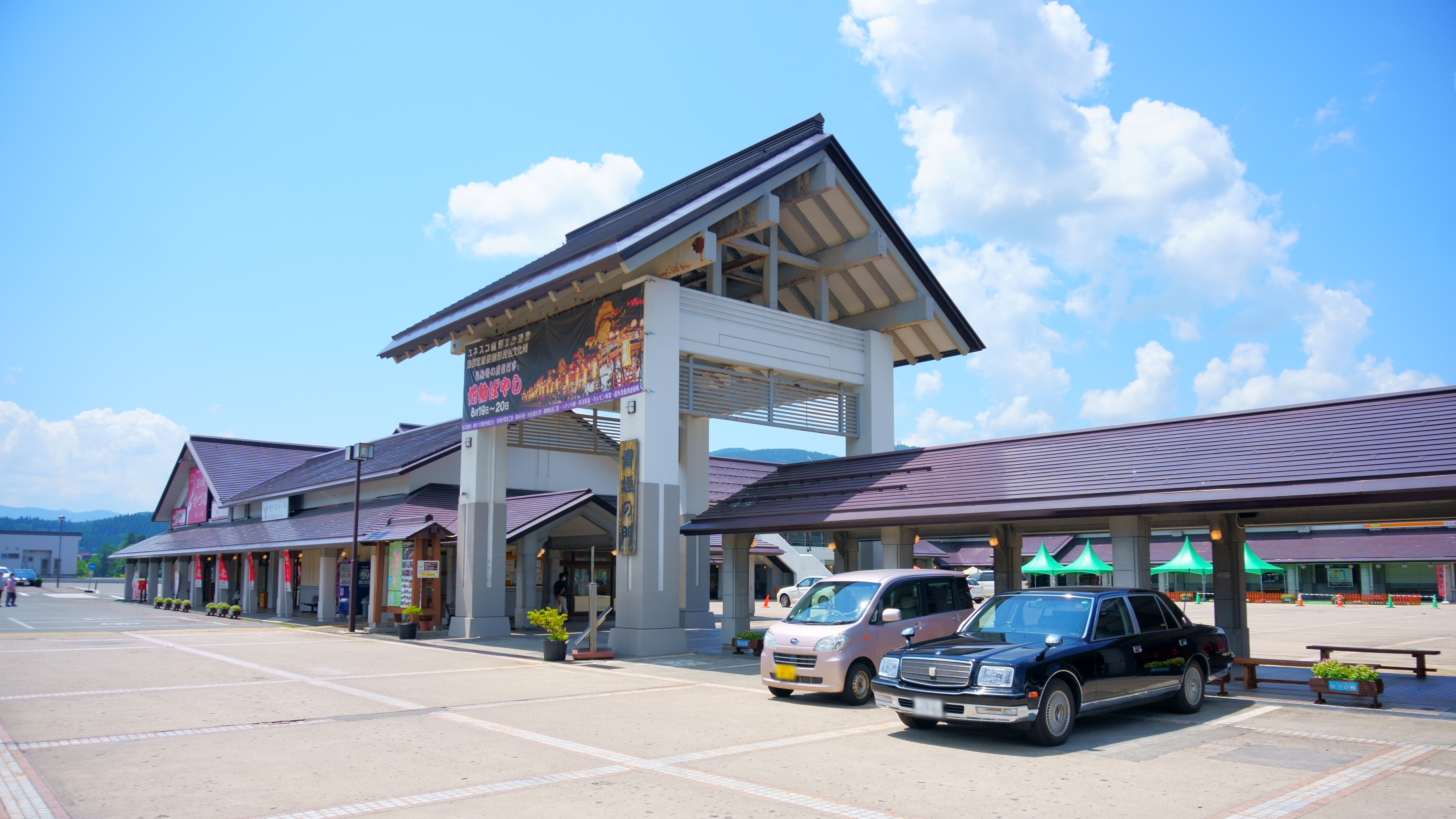
青垣の門付近（2021年7月）
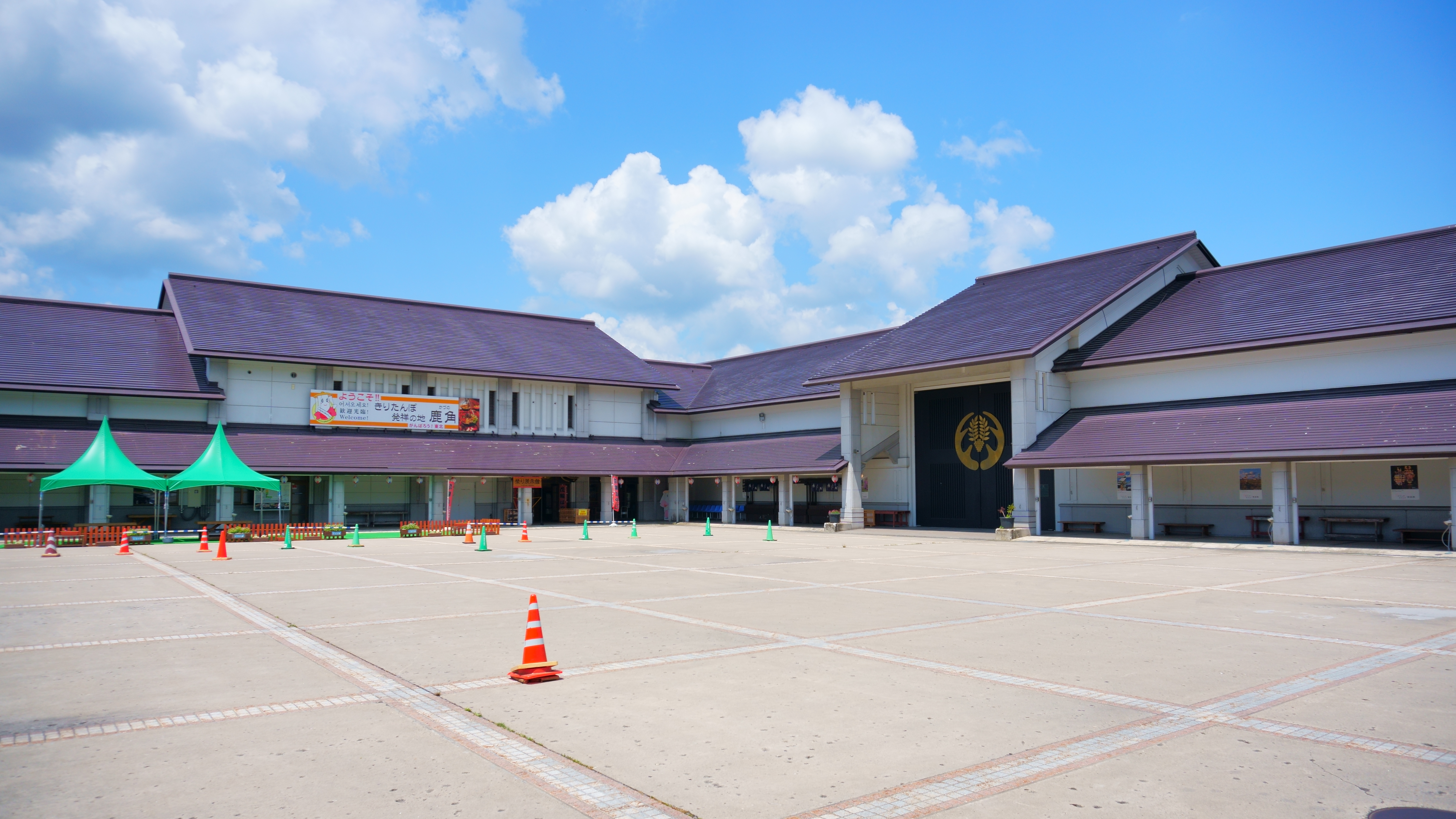
祭り展示館付近（2021年7月）
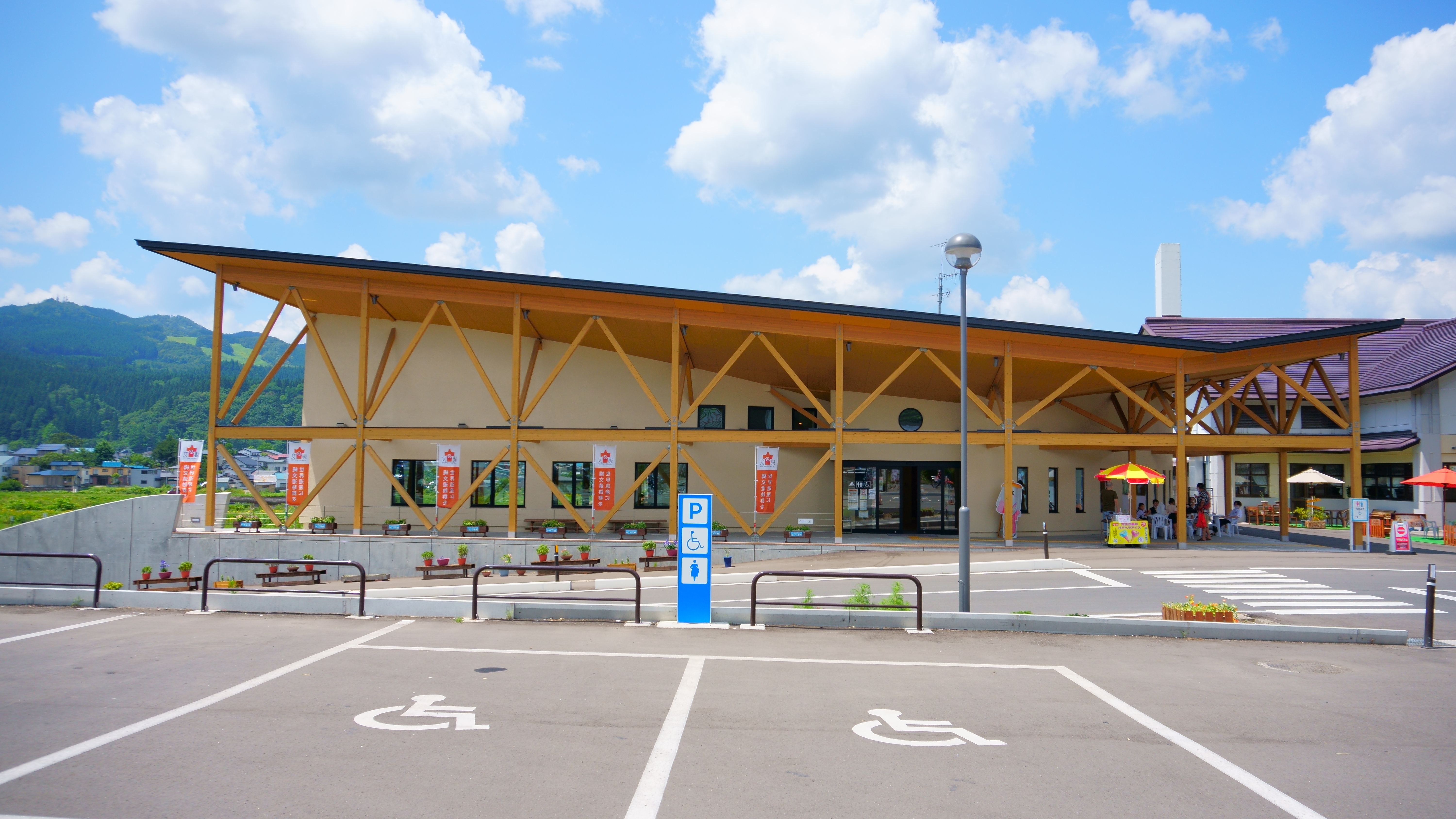
2021年4月に新設されたトイレと休憩コーナーの建物（2021年7月）

## アクセス
自動車
E7 東北自動車道 鹿角八幡平ICから国道282号経由で約3分（約2km）。

### バス路線
鹿角あんとらあ前バス停
- 循環バス「たんぽこまち」号
- 高速バス（秋北バスなど）
  - みちのく号
  - 仙台・大館号

## 周辺
- 関善賑わい屋敷
- 東日本旅客鉄道（JR東日本）花輪線 鹿角花輪駅（最寄り駅）